# 長円寺 (世田谷区)
長円寺（ちょうえんじ）は、東京都世田谷区にある真言宗智山派の寺院。

## 歴史
創建年代は不明である。寺伝等の記録を失っているため開山・開基も不明であるが、江戸時代中期に快誉が中興したことから、少なくとも江戸時代初期には既に存在していたと推測される。
現在の本堂は、1966年（昭和41年）に新築したものである。
墓地には、和算家の榎本金六の墓がある。金六は久留米藩に伝わる関流藤田閑海の弟子で、後に当地において和算の私塾を開いた。近隣村から多くの門人が集まったという。1845年（弘化2年）、彼の死後に門人有志によって墓が建てられた。

## 交通アクセス
- 東急田園都市線用賀駅より徒歩20分。
- 二子玉川駅よりバス(東急バス　玉31系統)「六の橋」下車